# Паро (стадіон)
Паро — футбольний стадіон в однойменному місті Бутану, який вміщує 4000 глядачів. Колишня домашня футбольна арена клубу «Паро Юнайтед».